# Jeffrey Dean Morgan
Jeffrey Dean Morgan (Seattle, 22 aprile 1966) è un attore statunitense.
È noto soprattutto per i ruoli di Edward Blake / Il Comico nel film Watchmen, Negan nella serie televisiva The Walking Dead, Denny Duquette in Grey's Anatomy e John Winchester nella serie televisiva Supernatural.

## Biografia
Figlio di Richard Dean Morgan e Sandy Thomas, studia alla Rose Hill Junior High e poi alla Lake Washington High School, dove si distingue come giocatore di basket; a causa tuttavia della rottura di un ginocchio è costretto a porre fine all'attività agonistica e in seguito si interessa alla pittura e alla scrittura.
Il suo avvicinamento alla recitazione avviene in maniera del tutto casuale quando aiuta un suo amico a trasferirsi a Los Angeles: debutta come attore nel 1991 partecipando a una serie di piccoli film, ma si mette in luce soprattutto grazie all'interpretazione del dottor Edward Marcase nella serie televisiva The Burning Zone, ruolo che interpreta dal 1996 al 1997.
Negli anni seguenti il suo curriculum si arricchisce di molte apparizioni in serie televisive di grande successo tra cui JAG - Avvocati in divisa, E.R. - Medici in prima linea, CSI - Scena del crimine e Tru Calling. Nel 2005 impersona, apparendo in alcuni flashback, il defunto marito della protagonista in Weeds mentre in Supernatural interpreta il padre dei due protagonisti. Dal 2006 al 2009 recita nella seconda e quinta stagione di Grey's Anatomy, mentre nel 2007 compare nel film P.S. I Love You. 
Dopo aver preso parte al film indipendente Live! - Ascolti record al primo colpo, recita in Un marito di troppo. Nel 2009 prende parte a Watchmen, adattamento cinematografico dell'omonimo fumetto nel ruolo del Comico, e nello stesso anno recita in Motel Woodstock. Nel 2010 recita nel film Shanghai e nel 2015 prende parte alla serie The Good Wife.
Nel 2016 entra nel cast principale della serie televisiva The Walking Dead, interpretando il ruolo dell'antagonista Negan. Nel 2020 prende parte al film Cartoline di morte.

## Vita privata
Nel 1998 ha sposato l'attrice Anya Longwell, da cui ha divorziato nel 2003. Nel 2009 si è legato all'attrice Hilarie Burton, dalla quale ha avuto nel 2010 un bambino, Augustus, e nel 2018 una bambina, George Virginia; i due si sono sposati il 5 ottobre 2019.

## Filmografia

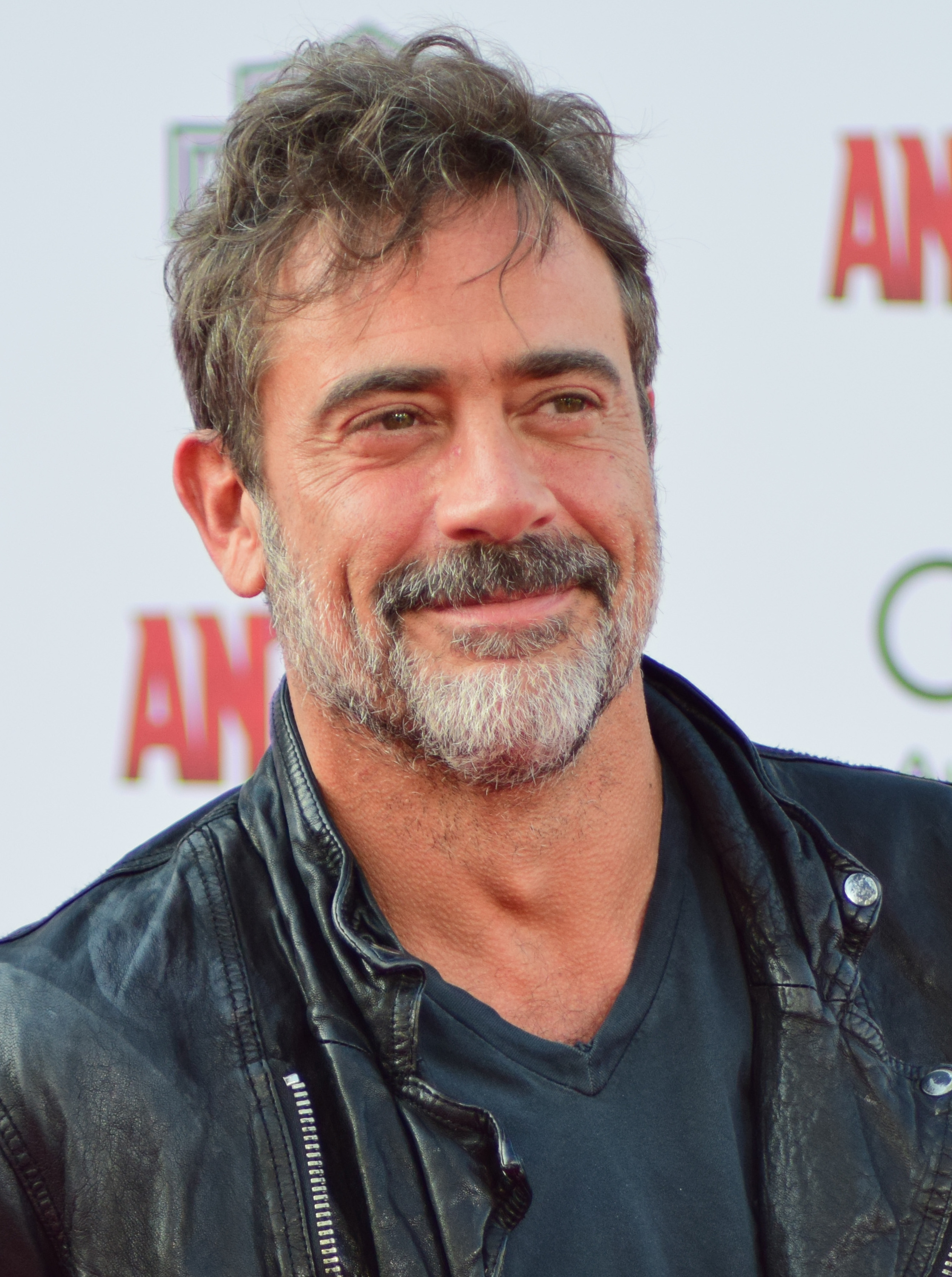
Jeffrey Dean Morgan alla prima di Ant-Man nel 2015

### Cinema
- Uncaged, regia di Lisa Hunt (1991)
- Undercover Heat, regia di Gregory Dark (1995)
- Dillinger and Capone, regia di Jon Purdy (1995)
- Legal Deceit, regia di Monika Harris (1997)
- Road Kill, regia di Matthew Leutwyler (1999)
- Something More, regia di Devon Gummersall – cortometraggio (2003)
- Dead & Breakfast, regia di Matthew Leutwyler (2004)
- Six - La corporazione (Six: The Mark Unleashed), regia di Kevin Downes (2004)
- Chasing Ghosts, regia di Kyle Dean Jackson (2005)
- Jam, regia di Craig E. Serling (2006)
- Live! - Ascolti record al primo colpo (Live!), regia di Bill Guttentag (2007)
- Kabluey, regia di Scott Prendergast (2007)
- Fred Claus - Un fratello sotto l'albero (Fred Claus), regia di David Dobkin (2007) – non accreditato
- P.S. I Love You, regia di Richard LaGravenese (2007)
- Un marito di troppo (The Accidental Husband), regia di Griffin Dunne (2008)
- Days of Wrath, regia di Celia Fox (2008)
- Watchmen, regia di Zack Snyder (2009)
- Motel Woodstock (Taking Woodstock), regia di Ang Lee (2009)
- The Losers, regia di Sylvain White (2010)
- Shanghai, regia di Mikael Håfström (2010)
- Jonah Hex, regia di Jimmy Hayward (2010)
- The Resident, regia di Antti Jokinen (2011)
- Le paludi della morte (Texas Killing Fields), regia di Ami Canaan Mann (2011)
- Peace, Love & Misunderstanding, regia di Bruce Beresford (2011)
- The Courier, regia di Hany Abu-Assad (2012)
- The Possession, regia di Ole Bornedal (2012)
- Red Dawn - Alba rossa (Red Dawn), regia di Dan Bradley (2012)
- The Salvation, regia di Kristian Levring (2014)
- Premonitions (Solace), regia di Afonso Poyart (2015)
- Desierto, regia di Jonás Cuarón (2015)
- Bus 657 (Heist), regia di Scott Mann (2015)
- Batman v Superman: Dawn of Justice, regia di Zack Snyder (2016) – non accreditato
- Rampage - Furia animale (Rampage), regia di Brad Peyton (2018)
- Cartoline di morte (The Postcard Killings), regia di Danis Tanović (2020)
- Walkaway Joe, regia di Tom Wright (2020)
- Il sacro male (The Unholy), regia di Evan Spiliotopoulos (2021)
- Fall, regia di Scott Mann (2022)

### Televisione
- Pericolo estremo (Extreme) – serie TV, episodi 1x03-1x04 (1995)
- JAG - Avvocati in divisa (JAG) – serie TV, episodi 1x03-7x22-7x24 (1995-2002)
- Amiche per la vita (In the Blink of an Eye), regia di Micki Dickoff – film TV (1996)
- I viaggiatori (Sliders) – serie TV, episodio 2x05 (1996)
- The Burning Zone – serie TV, 11 episodi (1996-1997)
- Walker Texas Ranger – serie TV, episodio 9x09 (2000)
- E.R. - Medici in prima linea (ER) – serie TV, episodio 7x15 (2001)
- The Practice - Professione avvocati (The Practice) – serie TV, episodio 6x11 (2002)
- Angel – serie TV, episodio 3x12 (2002)
- The Division – serie TV, episodio 2x05 (2002)
- CSI - Scena del crimine (CSI: Crime Scene Investigation) – serie TV, episodio 4x02 (2003)
- Star Trek: Enterprise – serie TV, episodio 3x11 (2003)
- The Handler – serie TV, episodio 1x14 (2004)
- Tru Calling – serie TV, episodio 1x16 (2004)
- Detective Monk (Monk) – serie TV, episodio 3x01 (2004)
- The O.C. – serie TV, episodio 2x10 (2005)
- Weeds – serie TV, episodi 1x02-1x06 (2005)
- Supernatural – serie TV, 13 episodi (2005-2019)
- Grey's Anatomy – serie TV, 23 episodi (2006-2009)
- Magic City – serie TV, 16 episodi (2012-2013)
- Shameless – serie TV, episodio 4x12 (2014)
- Marilyn - La vita segreta (The Secret Life of Marilyn Monroe), regia di Laurie Collyer – miniserie TV (2015)
- Texas Rising, regia di Roland Joffé – miniserie TV (2015)
- Extant – serie TV, 13 episodi (2015)
- The Good Wife – serie TV, 19 episodi (2015-2016)
- The Walking Dead – serie TV, 63 episodi (2016-2022)
- The Walking Dead: Dead City – serie TV, 14 episodi (2023-2025)
- The Boys – serie TV, 8 episodi (2024)

### Doppiatore
- Tekken 7 – videogioco (2019)
- Invincible – serie animata, episodi 3x07-3x08 (2025)
- I Greens in città (Big City Greens) – serie animata, episodi 4x16-4x21 (2025)

### Produttore esecutivo
- The Walking Dead: Dead City – serie TV, 14 episodi (2023-2025)

## Doppiatori italiani
Nelle versioni in italiano delle opere in cui ha recitato, Jeffrey Dean Morgan è stato doppiato da:
- Fabrizio Temperini in Detective Monk, Grey's Anatomy, The Walking Dead, Supernatural (ep. 14x03), The Boys, The Walking Dead: Dead City
- Andrea Ward in JAG - Avvocati in divisa, The Practice - Professione avvocati, Supernatural (st. 1-3), P.S. I Love You
- Alberto Angrisano in The Courier, Marilyn - La vita segreta, Rampage - Furia animale, Fall
- Roberto Pedicini in Un marito di troppo, Peace, Love & Misunderstanding, The Salvation
- Marco Mete in Magic City, Texas Rising, Batman v Superman: Dawn of Justice
- Luca Ward in The Losers, Le paludi della morte, Il sacro male
- Stefano Mondini in Angel, Red Dawn - Alba rossa
- Saverio Indrio in Motel Woodstock, The Possession
- Paolo Marchese in Extant, The Good Wife
- Francesco Pannofino ne I viaggiatori
- Fabrizio Pucci in Tru Calling
- Vittorio De Angelis in Six - La corporazione
- Roberto Draghetti in The O.C.
- Alessandro D'Errico in Shameless
- Gianluca Tusco in Weeds
- Pasquale Anselmo in Live! - Ascolti record al primo colpo
- Angelo Maggi in Watchmen
- Davide Marzi in Jonah Hex
- Stefano Benassi in The Resident
- Francesco Prando in Premonitions
- Mario Cordova in Bus 657
- Lorenzo Scattorin in Cartoline di morte

Da doppiatore è sostituito da:
- Fabrizio Temperini in Invincible